# آدم فاركاس
آدم فاركاس (بالمجرية: Farkas Ádám)‏ هو لاعب كرة قدم مجري في مركز الهجوم، ولد في 9 نوفمبر 1987 في بودابست في المجر. لعب مع Nyíregyháza Spartacus FC ‏.

## وصلات خارجية
- آدم فاركاس على موقع قاعدة بيانات كرة القدم.إي يو (الإنجليزية)
- آدم فاركاس على موقع Soccerway.com (الإنجليزية)